# Papuargia stueberi
Papuargia stueberi är en trollsländeart som beskrevs av Maurits Anne Lieftinck 1938. Papuargia stueberi ingår i släktet Papuargia och familjen dammflicksländor. IUCN kategoriserar arten globalt som otillräckligt studerad. Inga underarter finns listade i Catalogue of Life.